# Weatherly (Pennsylvanie)
Weatherly est un borough situé à l'ouest de la partie centrale du comté de Carbon, en Pennsylvanie, aux États-Unis,. En 2010, il comptait une population de 2 525 habitants. Il est incorporé en 1863.

## Démographie
Lors du recensement de 2010, le borough comptait une population de 2 525 habitants. Elle est estimée, en 2017, à 2 453 habitants.

### Source de la traduction
- (en) Cet article est partiellement ou en totalité issu de l’article de Wikipédia en anglais intitulé « Weatherly, Pennsylvania » (voir la liste des auteurs).